# Romain Cannone
  Romain Cannone    (Boulogne-Billancourt, França, 12 d'abril de 1997) és un esgrimidor francès especialitzat en la modalitat d'espasa. Ha participat en unes Olimpíades, guanyant la medalla d'or als Jocs Olímpics de Tòquio 2020. L'any següent també va guanyar la medalla d'or al Campionat del Món del Caire 2022, aconseguint un doblet històric consecutiu (or olímpic i or mundial), que només havia aconseguit el rus Pavel Kolobkov els anys 2000 i 2002. En total ha guanyat 4 medalles (2 d'or) als Campionats del Món i 1 medalla de bronze als Campionats d'Europa.
Tot i néixer a França, Cannone va passar la seva infància al Brasil i als Estats Units, on va començar a practicar l'esgrima als 12 anys a l'Acadèmia d'Esgrima de Nova York. Combinat amb l'esport professional, ha estudiat un màster en Audició, Control d'administració i Sistemes d'informació.

## Trajectòria professional
| Jocs Olímpics      | Jocs Olímpics | Jocs Olímpics | Jocs Olímpics     |
| Any                | Seu           | Posició       | Prova             |
| ------------------ | ------------- | ------------- | ----------------- |
| 2020               | Tòquio        | 1             | Espasa individual |
| 2020               | Tòquio        | 5a posició    | Espasa per equips |
| Campionat del Món  |               |               |                   |
| 2019               | Budapest      | 1/16 Final    | Espasa individual |
| 2022               | El Caire      | 1             | Espasa individual |
| 2022               | El Caire      | 1             | Espasa per equips |
| 2023               | Milà          | 3             | Espasa individual |
| 2023               | Milà          |               |                   |
| Campionat d'Europa |               |               |                   |
| 2019               | Düsseldorf    | 34a posició   | Espasa individual |
| 2019               | Düsseldorf    | 11a posició   | Espasa per equips |
| 2022               | Antalya       | 43a posició   | Espasa individual |
| 2022               | Antalya       | 3             | Espasa per equips |
| 2023               | Plòvdiv       | 46a posició   | Espasa individual |
| 2023               | Cracòvia      | 4a posició    | Espasa per equips |